# Autorité marocaine du marché des capitaux
L'Autorité marocaine du marché des capitaux ou AMMC (anciennement: Conseil Déontologique des Valeurs Mobilières ou CDVM) est un établissement public marocain qui a pour missions de veiller à la protection des épargnants et veiller au bon fonctionnement et à la transparence des marchés de capitaux (et pas uniquement des valeurs mobilières) au Maroc.
L'AMMC est composée de deux organes : le conseil d'administration et le collège des sanctions.
Le conseil d'administration, qui est l'équivalent du collège de l'AMF en France, est constitué de six membres en plus du président nommé par le roi pour une durée indéterminée. L'actuelle présidente de l'AMMC est Nezha Hayat, nommée comme telle par le roi Mohammed VI le 6 février 2016. La loi accorde des attributions importantes au président de l'AMMC, dont notamment le pouvoir de prononcer des sanctions contre les personnes morales ou physiques soumises au contrôle de cette institution. Pour une raison de transparence, ces sanctions sont portées à la connaissance du public.
Le collège des sanctions, qui est l'équivalent de la commission des sanctions de l'AMF en France, est constitué de trois membres : un magistrat nommé en qualité de président par le ministre des finances sur proposition du ministre de la justice, et deux autres membres désignés intuitu personae par le conseil d'administration. L'actuel collège des sanctions est composé du juge Hassan El Afoui, président, Azzedine Kettani et Abdeljalil Chraibi. Le rôle du collège des sanctions consiste essentiellement à instruire les faits ayant la nature d'infractions ou de manquements aux règles régissant le marché des capitaux et à émettre un avis qui propose au président de l'AMMC les sanctions à leur appliquer.

## Histoire
Le Conseil Déontologique des Valeurs Mobilières (CDVM) a été institué en 1993 et a connu plusieurs étapes ayant marqué son évolution tant sur le plan de son organisation et son mode de fonctionnement que sur le plan des missions qui lui sont dévolues. L’objectif principal étant de doter l’autorité de marché des pouvoirs nécessaires et de lui fournir les moyens d’actions suffisants afin d’assurer une surveillance efficace des marchés et des intervenants et plus globalement accompagner le processus du développement des marchés. 
L'Autorité marocaine du marché des capitaux ou AMMC est créée par une loi de 2013, mais la transition du CDVM à l'AMMC ne commence qu'en 2016. 
L'AMMC est une institution plus indépendante du pouvoir exécutif, puisque le CDVM était présidé par le Premier ministre ou le ministre des finances, délégué à cet effet, alors que le président de l’AMMC est nommé par le Roi, avec un mandat renouvelable une seule fois. Le renforcement de l’indépendance de cet organisme passe également par l’institution d’un collège des sanctions, structure indépendante au sein de l’AMMC, dirigée par un magistrat et qui est chargée d’instruire les dossiers pouvant faire l’objet d’une sanction par cette autorité ou susceptible d’être transmis à la justice,.
Une autre nouveauté est l'élargissement du périmètre de l’AMMC, comparé à celui de l’ex-CDVM, puisque l'AMMC supervise l’ensemble des marchés de capitaux, alors que le CDVM ne s'intéressait qu'aux valeurs mobilières. De plus, il est prévu que l’AMMC s'emploie à développer l’éducation financière des épargnants et à gérer certaines habilitations, au sein des opérateurs financiers soumis à son contrôle,.
La loi n° 43-12 ayant institué l'AMMC qualifie cette dernière de « personne morale publique ». Or, ni cette loi, ni aucune autre loi dans tout le système juridique marocain ne définit ce qu'il y a lieu d'entendre par « personne morale publique ». Ainsi, il n'est pas possible, même pour les juristes, de savoir en quoi la qualification de l'AMMC de personne morale publique est porteuse de plus d'indépendance que ce que le statut d'établissement public conférait à l'ex-CDVM en vertu du Dahir portant loi du 21 septembre 1993 abrogé désormais par ladite loi n° 43-12. L’ambiguïté règne aussi quant à la soumission de l'AMMC au contrôle financier de l'État organisé par la loi n° 69-00 auquel l'ex-CDVM, de par son statut d'établissement public, était soumis à travers un contrôle dit d'accompagnement. Aujourd'hui, il n'est pas aisé de savoir si le législateur marocain entendait, en qualifiant l'AMMC de personne morale publique, la soustraire à ce contrôle. Si tel est le cas, le législateur aurait pu le dire clairement dans la loi susvisée.
Entre 2010 et 2020, l'AMMC a prononcé 88 sanctions allant de l'avertissement au blâme ou/et assorties de sanctions pécuniaires. Ces sanctions ont été faites contre des sociétés de gestion, des teneurs de comptes, des banques et des émetteurs.